# Чертков, Григорий Иванович
Григорий Иванович Чертков (22 июля (3 августа) 1828 — 22 апреля (4 мая) 1884) — генерал-лейтенант из рода Чертковых. Флигель-адъютант при Николае I и генерал-адъютант при Александре II и Александре III.

## Биография
Родился 22 июля (3 августа) 1828 года. Сын полковника Ивана Дмитриевича Черткова (1797—1865) и баронессы Елены Григорьевны Строгановой (1800—1832), племянник историка А. Д. Черткова. Старший брат атамана войска Донского М. И. Черткова и отец В. Г. Черткова, общественного деятеля, лидера толстовства.
Окончив образование в Пажеском корпусе в 1846 году камер-пажем, начал службу корнетом лейб-гвардии Конного полка. В 1853 году в чине штабс-ротмистра назначен флигель-адъютантом к Его Императорскому Величеству. В полковники произведён в 1859 году, а в начале 1861 года он уже назначен командиром Лейб-гвардейского 4-го стрелкового Императорской фамилии батальона.
С батальоном этим он принимал участие в усмирении Польского восстания, и за отличие в деле 12 июня 1863 года, при деревне Монтвидово, произведён в генерал-майоры с назначением в Свиту Его Величества с оставлением в должности. В 1867 году Чертков назначен командиром лейб-гвардии Преображенского полка, а в 1870 году генерал-адъютантом к Его Императорскому Величеству, с оставлением в должности.

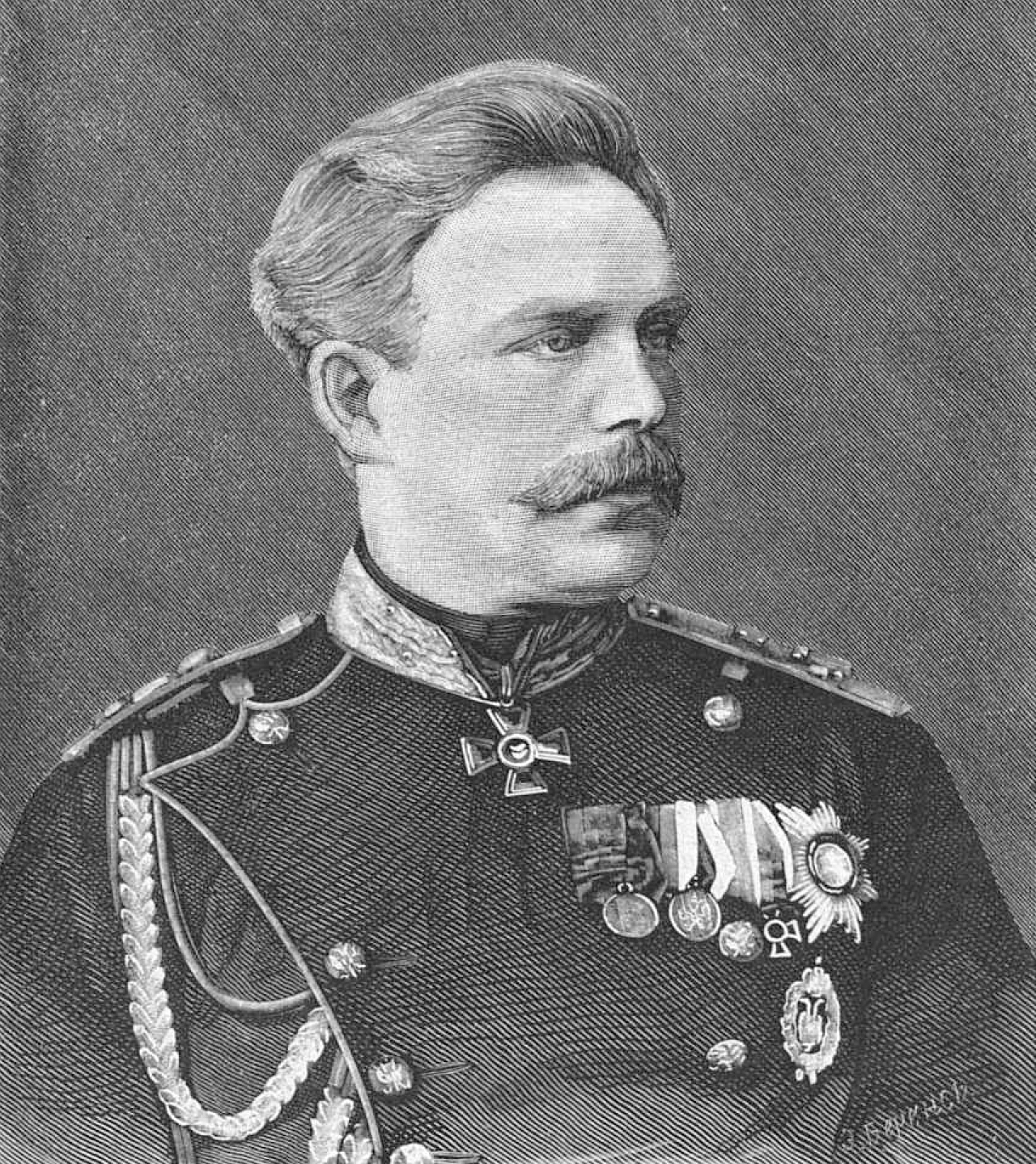
Генерал-адъютант Г. И. Чертков

В сентябре того же года его назначили начальником Гвардейской стрелковой бригады, а в марте 1871 года он произведён в генерал-лейтенанты. В апреле 1872 года он назначен помощником начальника 1-й гвардейской пехотной дивизии, которой командовал в то время будущий император Александр III.
17 ноября 1874 года назначен помощником председателя Главного комитета по устройству и образованию войск, с оставлением в должности помощника начальника дивизии. Исполнял эту должность до конца жизни. Председателями комитета были Их Императорские Высочества великие князья Николай Николаевич (1874—1881) и Владимир Александрович (с 1881 года), ввиду занятия которыми иных многочисленных должностей именно на Черткова легло руководство повседневной деятельностью Главного комитета (в офицерских кругах его неофициально называли «Чертковским комитетом)». Принимал участие в работе по пересмотру действующих уставов, автор популярного военного издания «Памятные книжки для унтер-офицеров и рядовых». Высокую оценку многолетней работе Черткова на этом посту давал военный министр Д. А. Милютин.
В феврале 1877 года назначен начальником 2-й гвардейской пехотной дивизии, оставаясь вместе с тем и помощником председателя комитета, но из-за болезни скоро сдал дивизию и отправился в Вену для ампутации ноги. Через четыре года та же участь постигла и другую его ногу. После ампутации ног из-за гангрены он продолжал работать на дому, исполняя должность председателя Главного комитета.
Скончался 22 апреля (4 мая) 1884 года в Петербурге от паралича сердца. Похоронен на Тихвинском кладбище Александро-Невской лавры.
По свидетельству современников, отличался прямодушием и открытым характером. Оставил богатейшую библиотеку, содержащую более 12 000 томов.
российские:
- Орден Святой Анны 3 ст. (1856)
- Орден Святого Владимира 4 ст. (1861)
- Орден Святого Владимира 3 ст. (1865)
- Орден Святого Станислава 1 ст. (1868)
- Орден Святой Анны 1 ст. (1872)
- Орден Святого Владимира 2 ст. (1874)
- Орден Белого Орла (1878)
- Орден Святого Александра Невского (1881)
- Алмазные знаки к Ордену Святого Александра Невского (01.01.1884)

иностранные:
- Австрийский Орден Леопольда 3 ст. (1855)
- Бельгийский Орден Леопольда I командорский крест (1860)
- Прусский Орден Красного Орла 2 ст. (1860)
- Прусский Орден Красного Орла 1 ст. (1873)
- Австрийский Орден Железной короны 1 ст. (1874)
- Шведский Орден Меча командор 1 класса (1815)
- Датский Орден Данеброг командор 1 класса (1876)

## Семья

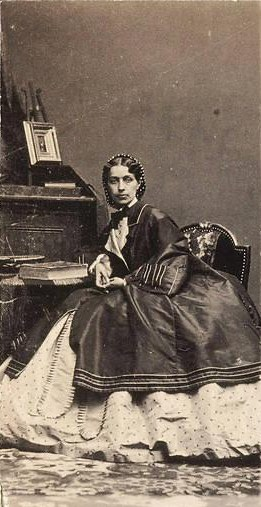
Елизавета Ивановна

С 1 октября 1851 года был женат на фрейлине графине Елизавете Ивановне Чернышевой-Кругликовой (1832—1922), дочери шталмейстера Ивана Гавриловича Кругликова и графини Софьи Григорьевны Чернышёвой. Была близка к императрице Марии Федоровне, отличалась набожностью и занималась благотворительностью, открыла в Петербурге несколько швейных мастерских и магазинов. Была последовательницей английского проповедника лорда Редстока, на свои средства открыла огромный «Дом Евангелия» в Петербурге. В браке имели трёх сыновей:
- Григорий (15.12.1852 — 29.11.1868)
- Владимир (22.10.1854 — 9.11.1936), писатель, англоман и общественный деятель. Был женат на писательнице и мемуаристке Анне Константиновне Дитерихс (1859—1927).
- Михаил (16.10.1856 — 3.12.1866, Ницца)